# Мария Палеологина Кантакузина
Вижте пояснителната страница за други личности с името Мария.
Мария Палеологина Кантакузина е българска царица, съпруга на Константин Тих Асен и Ивайло, племенница на византийския император Михаил VIII Палеолог. В продължение на години фактически ръководи държавните дела и се опитва да провежда активна външна политика.

## Произход
Мария е втора дъщеря на византийския аристократ Йоан Кантакузин и Евлогия Палеологина, сестрата на Михаил Палеолог.
Византийският хронист Георги Пахимер я описва като изключително коварна, хитра, с голямо влияние в обществото и особено сред църковните кръгове. Той твърди, че тя подкрепя безрезервно осъществения от Михаил VIII военен преврат, подучва го да ослепи законния престолонаследник Йоан IV Дука Ласкарис, брат на българската царица Ирина – предишната съпруга на цар Константин Тих Асен. При ползване на иначе подробните сведения на Пахимер трябва да се отчита неговата пристрастност.

## Царица на България

### Брак с цар Константин
Бракът на Мария с цар Константин е осъществен през 1269 г., скоро след смъртта на царица Ирина Ласкарина Асенина през 1268 г. За нея българския цар е втори съпруг, а за него този брак е трети. Предлагайки ръката на Мария на Константин, Михаил Палеолог цели да отслаби българския натиск за известно време. Във вътрешнополитически план този ход е отстъпка пред „православната партия“ и Евлогия. Императорът обещава да върне на България окупираните няколко години по-рано Месемврия и Анхиало под формата на зестра. Михаил Палеолог отлага за неопределено време крайното решение под предлог, че е нужно да се роди наследник, който да легитимира българската власт над обещаните византийските територии.
Това поведение на императора предизвиква силно недоволство в търновския дворец и доста подронва авторитета на Константин, който от една страна се сродил с екзекуторите на брата на бившата си съпруга (Евлогия и Михаил Палеолог), а от друга – бил измамен и подигран. Мария, съзнавайки, че отказът на вуйчо ѝ я компрометира пред българското общество, открито подбужда съпруга си да обяви война на империята. Михаил Палеолог привлича на своя страна татарския вожд Ногай. Така в тила на българите императорът има мощен съюзник, който „веднага щеше да нападне в гръб ако той (Константин) нападнеше войските на императора“.

### Намеса в управлението
Към 1275 г. цар Константин е тежко болен. Той пада от коня си по време на лов и се наранява лошо. Царицата иззема управлението. През 1276 г. престолонаследникът Михаил е коронясан като съвладетел.
Смъртта на деспот Яков Светослав не донася нужното укрепване на царската власт. За сметка на разгромената болярска опозиция се появява още по-страшна заплаха – въстанието на Ивайло.

### Брак с Ивайло
Командваната от возещия се в колесница български цар войска е разбита в първото сражение с въстаниците, а самия той е посечен. Част от болярите преминават на страната на Ивайло, а столицата е обсадена. Мария не се отказва от властта. Тя държи контрола над столичния град, разчитайки на непревземаемостта му. Михаил VIII Палеолог решава максимално да се възползва от смутовете в България. Целта му е не само да смаже Ивайло, но и да отстрани омразната си племенница, поставяйки на престола протежето си Иван Асен III. Пред лицето на общия враг Мария и Ивайло са принудени да търсят компромис. Въстаническият водач и царицата сключват брак. Пахимер твърди, че за византийския император враг номер 1 била българската царица. На избягалите от България боляри той заявява, „че ще е добре ако приемат за цар Иван Асен III и се отменят от Мария“. По-късно при изпращането на ромейските войски заедно с „царските деца“ (Иван Асен III и Ирина) императорът желае „най-напред да заловят Мария, да не би тя, като нареди добре работите си да осуети плановете му“. По тази причина още преди Ивайло да обсади Търново в града се появяват агенти на Михаил Палеолог, които трябва да предразположат болярите да предадат Мария и да приемат „децата на императора“.
Решението на царицата да се омъжи за убиеца на мъжа си се осъжда от нейните съвременници като „неприлично“ и „нецеломъдрено“, но изглежда не било съвсем неочаквано за Ивайло. Пахимер разказва, че той започнал „да важничи пред нейните пратеници и проявявал привидна гордост“, заявявайки, че не желае царската власт даром, че се опасява „да не би някой да кажел че е женолюбец и женкар“, „да не би да го изнежат нравите на ония, които ще го приемат и ще го презират много“. Въпреки колебанията си Ивайло приема предложението, което придава законност на претенциите му за трона. За знатната византийка, племенница на василевса, от фамилии с вековна история – Кантакузин и Палеолог може би не е толкова изгодно. Освен че новият ѝ съпруг бил свинар, човек от най-ниските слоеве на обществото, той бил убиец и на съпруга ѝ, от чиято смърт не било минало много време, а и малкият престолонаследник трябвало да нарича убиеца на баща си татко (по Пахимер). Михаил Палеолог по повод на нейния брак открито заявявал, че тя е опозорила рода и „погубила царството си, предавайки го в ръцете на един съвсем недостоен човек“. Мария обаче нямала друг изход, ако желаела да остане царица.
Бракът с Ивайло се оказва несполучлив. Макар да признава Михаил за престолонаследник, „варваринът съвсем скоро намразил нежностите на жена си“ и дори я биел, твърди Пахимер. Нещо повече, той привлича на своя страна болярите, които преди това били гонени и преследвани от царицата. Независимо от всичко Мария удържа властта си в Търново до идването на слуха, че Ивайло е разбит от татарите.

### Сваляне от престола
Търновските боляри капитулират пред протежето на императора – Иван Асен III. Тези, които отдавна мразели Мария, приемат новия цар, а тя и синът ѝ са изпратени в Одрин, откъдето Михаил VIII Палеолог следи развитието на обстановката в България. Омразната племенница, бременна с „плода на варварина“ е задържана под стража. Мария и сина ѝ са отведени в Константинопол и както изглежда скоро бившата царица намерила достъп до политиката, включвайки се в православната „партия“ на майка си Евлогия. През 1283 г. тази групировка взела връх и новият император Андроник II Палеолог (1282 – 1328) официално отхвърлил униатския курс на покойния си баща. През 1294 г. в Константинопол се появил Лъже-Ивайло. Императорът извикал Мария, която заявява, че претендентът няма никаква прилика със съпруга ѝ. По този повод се отбелязва, че от Ивайло Мария има дъщеря, чието име е неизвестно, но през XV в. един византийски дипломат се подписва като Лахана Палеолог, което покачва, че потомците на Мария и Ивайло са се гордеели не само с принадлежността си към Палеологовата фамилия, но са се гордеели и със своя прадядо, селския цар Ивайло. Последното споменаване на бившата царица е от 1300 г., когато част от болярите, желаейки да отхвърлят току-що възцарилия се Теодор Светослав, искат от Андроник II да им изпрати за владетел Михаил, сина на Константин Асен.

### Провеждана политика
Личните мотиви на царица Мария за враждебното и отношение спрямо Византия до голяма степен съвпадат с интересите на България. Тя поддържа политически връзки със зле настроения към византийския император неаполитански крал Карл I Анжуйски. Безспорна е ролята на царицата за твърдата и безкомпромисна политика на България и Търновската патриаршия към унията, сключена между Рим и Константинопол. Мария подкрепя цариградския патриарх Игнатий и православната партия на майка си Евдокия в самата Византия. През 1276 г. царицата предприема интересен дипломатически ход, като изпраща мисия в Йерусалим и Египет, ръководена от Йосиф Катар. Българите успяват да привлекат йерусалимския патриарх Григорий на страната на православната партия и търновския патриарх. Той осъжда Лионската уния и обещава да въздейства на патриаршиите в Александрия и Антиохия да направят същото. Предложеният от българите военен съюз не е приет от египетския султан Байбарс, което не означава обаче, че този ход е бил необмислен и несериозен. Всъщност находчивата царица отчита, че Байбарс е куманин по произход. Мария, в чието обкръжение имало знатни кумани (например бъдещия цар Георги I Тертер), се опитва да използва политическия актив на десетилетните българо-кумански отношения. От друга страна, тя се стреми да разруши опасния за България византийско-татарски съюз, тъй като Байбарс е в приятелски отношения с Ногай.
Във вътрешно-политическо отношение царицата се стреми да потуши болярската опозиция и да усили централната власт. С това предизвиква омразата на някои самовластни боляри, които впоследствие се поставят в услуга на Михаил Палеолог.

## В художествената литература
Царица Мария е героиня на „Желязната ръка“ на Цончо Родев 1971 година. Там тя е представена като жестока и властолюбива жена, която обаче Ивайло покорява – къде със сила, къде с чар – и се жени за нея, като по този начин се легитимира.